# صندوق بین‌المللی پول

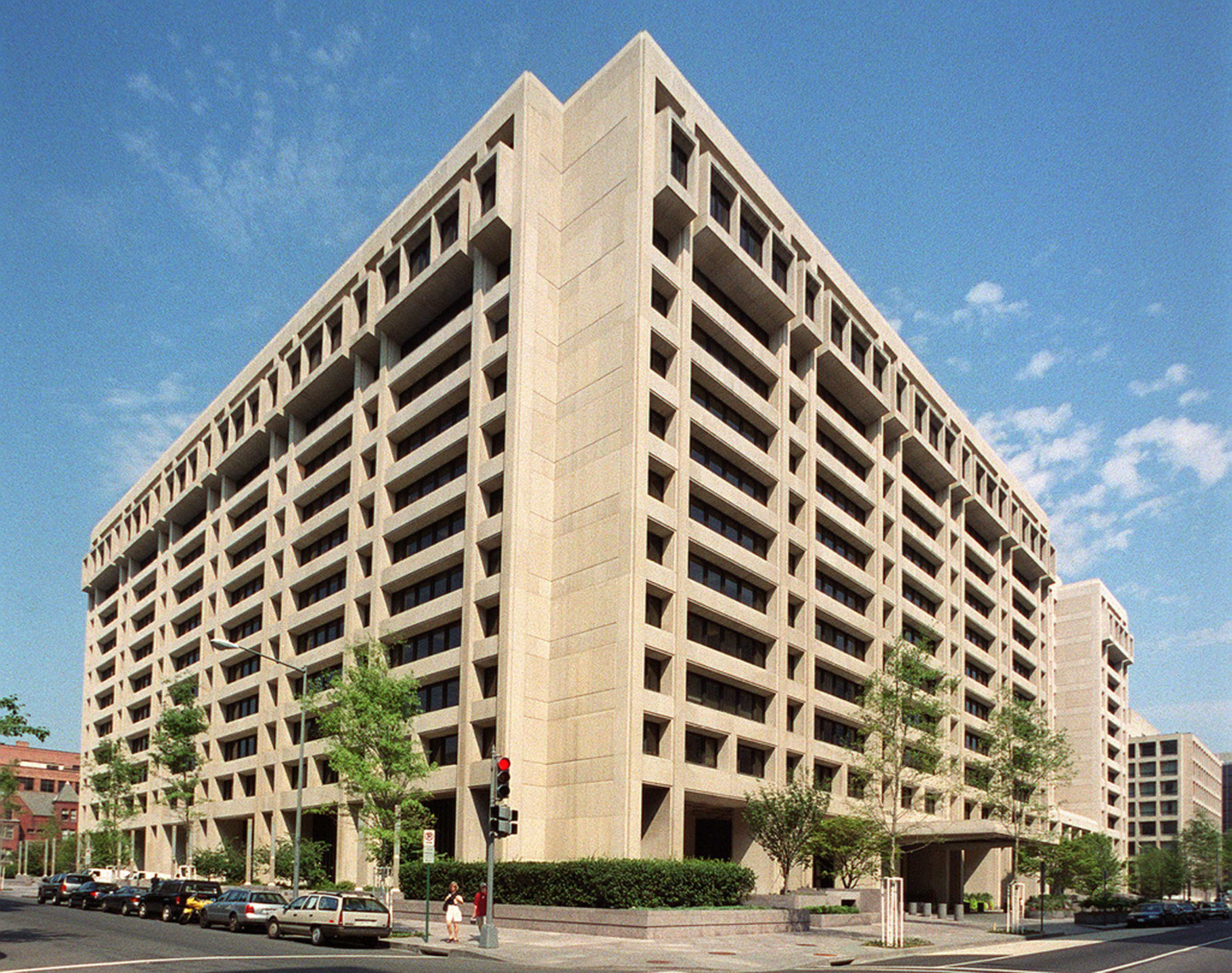
ستاد شماره ۱ صندوق بین‌المللی پول در واشینگتن، دی. سی.، ایالات متحده آمریکا

صندوق بین‌المللی پول یک سازمان بین‌المللی و یکی از آژانس‌های مالی مهم سازمان ملل متحد است که بر اجرای سامانۀ پولی بین‌المللی نظارت دارد. صندوق بین‌المللی پول، یکی از معتبرترین منابع ارزیابی و پیش‌بینی وضعیت اقتصاد جهانی محسوب می‌شود و در حال حاضر ایالات متحده آمریکا بیشترین کمک‌های بشر دوستانه این صندوق را در اختیار دارد. طرح بنیان‌گذاری صندوق در کنفرانس برتون وودز در ژوئیه ۱۹۴۴ که ساختار اقتصادی جهان پس از جنگ جهانی دوم شکل گرفت به وجود آمد و در سامبر ۱۹۴۵ آغاز به کار کرد. هدف از تشکیل صندوق عبارت است از:
- گسترش همکاری‌های پولی بین‌المللی و تسهیل رشد متوازن بازرگانی بین‌الملل
- ایجاد سامانه باثبات ارزی بین اعضا و پرهیز از رقابت در کاهش نرخ ارزها
- تهیه منابع لازم از طریق منابع عمومی صندوق، به منظور کمک به کشورهای عضو دارای کسری تراز پرداخت‌ها

صندوق بین‌المللی پول، زیر نظر شورای اقتصادی و اجتماعی سازمان ملل متحد کار می‌کند. اما در اصل، سازمانی مستقل است و این رابطه، بیشتر، تشریفاتی است.
مدیریت صندوق بین‌المللی پول از سپتامبر ۲۰۱۹ بر عهدۀ کریستالینا جورجیوا است.

## تاریخچه
صندوق بین‌المللی پول یک نهاد پولی مستقل جهانی است که در سال ۱۹۴۵ به‌وجود آمد و هیچ ارتباط تشکیلاتی با سازمان ملل ندارد.
این سازمان اقتصادی جهانی در سال ۱۹۴۵ بر پایه سیستم برتون وودز بنیان‌گذاری شد و از سال ۱۹۴۷ کار رسمی خود را آغاز کرد. این سازمان اهداف مهمی چون بسط همکاری بین‌المللی در زمینه مسائل پولی و رفع محدودیت‌های ارزی، تثبیت نرخ‌های ارز، و تسهیل کارکرد نظام پرداخت‌های چند جانبه بین کشورهای عضو را دنبال می‌کند.
در سال ۱۹۸۸ صندوق دارای ۱۵۱ عضو بود. مفاد قرارداد صندوق از کشورهای عضو می‌خواست تا نرخ ارزی را رعایت کنند که نوسان‌های آن محدود به ۱+ درصد ارزش اسمی ارز باشد. این ارزش اسمی بر حسب دلار آمریکا تعیین شده بود که آن نیز رابطۀ ثابتی با طلا داشت. تا اکتبر ۲۰۱۹ شمار اعضای آن به ۱۸۹ کشور افزایش یافته‌است.
در دسامبر ۱۹۷۱ کشورهای گروه ۱۰ در نشست مؤسسه اسمیتسونین واشینگتن بر سر «ارزش‌های محوری» جدیدی برای پول‌ها به توافق رسیدند تا از این راه به ۱۰درصد ارزش کاهی دلار با ۲۵/۲ درصد نوسان مجاز دست یابند. هر کشور عضو ملزم به پرداخت سهمیه تعیین شده به صندوق به صورت ۲۵ درصد طلا و ۷۵ درصد پول رایج خود بود، و از آن پس، سهمیه‌ها تاکنون چندین‌بار افزایش یافته‌اند.
در سال ۱۹۸۷ مجموع سهمیه‌های صندوق به حدود ۹۰ میلیارد دلار، حق برداشت مخصوص می‌رسید. منابع مالی صندوق صرف رفع مشکلات موقت تراز پرداخت‌ها و برآن اساس، تثبیت نرخ ارز کشورهای عضو می‌شود. سهمیه هر کشور تعیین‌کننده سطح وام‌گیری و نیز حق رأی او در صندوق است. در اوایل دهه ۱۹۸۰ (میلادی) بر پایه سهمیه‌های تعیین شده، حق رأی آمریکا نزدیک ۲۲ درصد و جامعه اقتصادی اروپا ۲۷ درصد بود؛ از آنجا که هر تغییر عمده‌ای در صندوق نیازمند ۸۵ درصد آرا است لذا هم ایالات متحده آمریکا و هم جامعه اقتصادی اروپا از حق وتو در صندوق برخوردار بوده‌اند.
هر کشور عضو که با مشکل کسری موقت تراز پرداخت‌ها روبرو شود می‌تواند بر پایه پول خود، ارز مورد نیاز خود از صندوق را دریافت دارد؛ که البته این ارز دریافتی باید ظرف مدت سه تا پنج سال، بازخرید شود. در مقابل، اعضایی که دچار کسری شده باشند بر پایه مفاد قرارداد، ملزم به مشورت با صندوق جهت بهبود تراز پرداخت‌های خود هستند.

## کارکرد
تصمیم‌های صندوق بین‌المللی پول، تأثیرات چشمگیری بر وضعیت اقتصادی کشورهای جهان دارد.
از صندوق بین‌المللی پول عمدتاً به عنوان آخرین پناهگاه برای گرفتن کمک مالی یاد می‌شود. یعنی هنگامی‌که که کشورها با بحران مالی جدی روبرو می‌شوند برای دریافت کمک مالی به این سازمان رجوع می‌کنند.

## افزایش سرمایه
در اوایل دهه ۱۹۶۰ (میلادی) نیاز به افزایش منابع سرمایه‌ای صندوق کاملاً احساس می‌شد، و از این رو بود که کشورهای گروه ۱۰ یا کلوپ پاریس، یعنی آمریکا، بریتانیا، آلمان غربی، فرانسه، بلژیک، هلند، ایتالیا، سوئد، کانادا، و ژاپن، با امضاء «موافقتنامه عمومی وام‌گیری»، اعتباری به میزان ۵/۶ میلیارد دلار حق برداشت مخصوص در اختیار صندوق نهادند تا در مواقع مقتضی، از آن استفاده کند. علاوه بر این، سوئیس نیز که به عضویت صندوق در نیامده بود معادل ۲۰۰ میلیون دلار اختصاص داد.
کشورهای عضو به هنگام رویارویی با مشکلات می‌توانند برای دریافت وام‌های اضطراری نیز با صندوق گفتگو کنند. به هر حال در این مورد صندوق بین‌المللی پول نمی‌تواند از پول معینی بدون اجازه کشور وام دهنده، استفاده کند.
در سپتامبر ۱۹۶۷ در نشست ریو دو ژانیرو، بر اصول کلی ایجاد پول کاغذی بین‌المللی توافق شد و در سال ۱۹۶۸ پیشنهادهایی برای اصلاح مفاد موافقتنامه صندوق ارائه شد. این طرح در ژوئیه ۱۹۶۹ به تصویب رسید. بر پایه این طرح، افزایش سالانه اعتبارات بین‌المللی باید با «حق برداشت مخصوص» به نسبت سهمیه اعضا در میان آن‌ها توزیع شود. از این روش نخستین‌بار در ۱ ژانویه ۱۹۷۰ برای توزیع ۵/۳ میلیارد دلار اعتبار استفاده شد.

## تغییرات
در سال ۱۹۷۶ بر پایه موافقتنامه جامائیکا، تجدید نظر عمده‌ای در مفاد موافقتنامۀ صندوق به عمل آمد:
- لغو ضرورت پرداخت ۲۵ درصد سهمیه به صورت طلا و کنار گذاردن طلا به عنوان واحد محاسباتی حق برداشت مخصوص. در همین رابطه صندوق اجازه یافت تا همه موجودی طلای خود را بفروشد و وجوه حاصل را صرف کمک مالی به کشورهای در حال توسعه کند. در این میان، توجه صندوق معطوف به رواج حق برداشت مخصوص به منزلهٔ عامل اصلی ذخیره دارایی در نظام بین‌المللی بود.
- لغو پایبندی به ارزش اسمی تثبیت شده ارز، مندرج در موافقتنامه نخست صندوق. افزایش قیمت نفت خام در سال ۱۹۷۳ فشار زیادی بر تراز پرداخت‌های کشورهای مصرف‌کننده نفت آورد و لذا صندوق بین‌المللی پول از طریق اجرای طرح تسهیلات اعطای وام نفتی اقدام به بازگرداندن دریافتی‌های مازاد کشورهای صادرکننده نفت (اوپک) به بازار جهانی پول کرد. در سال ۷۵–۱۹۷۴ کلاً ۹/۶ میلیارد حق برداشت مخصوص صرف این تسهیلات شد که عمدتاً با وام‌گیری از اوپک تأمین شد؛ ولی در سال ۱۹۷۶ میلادی طرح مزبور دچار اختلال شد.

## عضویت ایران
دولت ایران جزو ۴۴ کشور دعوت شده به کنفرانس برتون وودز در سال ۱۹۴۴ بود و اعضای هیئت چهار نفره اعزامی آن در کمیسیون‌های مربوط به تهیه اساسنامه صندوق بین‌المللی پول و بانک جهانی شرکت داشتند.
نخستین استفاده ایران از منابع مالی صندوق در سال ۱۳۳۰ در اثر مشکلات ارزی حاصل از ملی شدن صنعت نفت بود که دولت بر پایه سفته‌های ریالی معادل ۲۵ درصد سهمیه اعتباری خود در صندوق، دلار به دست آورد. به دلیل کوتاهی مدت اعتبارات صندوق، دولت ایران موظف بود هر ساله بخشی از اعتبار مزبور و دیگر اعتبارات دریافتی خود به دلار را بازخرید کند.
از نتایج عضویت ایران در صندوق بین‌المللی پول و بانک جهانی، موظف شدن دولت به محاسبه جداول موازنه پرداخت‌های کشور بود که نخستین‌بار بنا به درخواست صندوق انجام گرفت و دولت متعهد به ارائه اطلاعات اقتصادی لازم به صندوق شد.

## اهداف صندوق
- ایجاد همکاری مالی بین‌المللی از طریق یک نهاد ثابت که ابزار لازم برای مشاوره و تشریک مساعی در مشکلات مالی جهانی را فراهم می‌آورد.
- ایجاد تسهیلات لازم برای توسعه و تعدیل تجارت جهانی و همکاری در جهت پیشبرد و حفظ بازار کار و درآمدهای حقیقی و نیز توسعه منابع درآمد زا برای تمام اعضا به عنوان هدف اساسی در سیاست گذاری‌های اقتصادی.
- تقویت ثبات در بازار تبدیل ارز و حفظ نظام یکپارچه در مبادلات ارزی میان اعضا ونیز اجتناب از افت ارزش ارز به دلیل رقابت‌های نادرست در بازار جهانی.
- کمک به بنا نهادن نظام چند جانبه پرداخت‌ها در حوزه مبادلات جاری میان اعضا و در حذف محدودیت‌های تبدیل ارز خارجی که مانع رشد تجارت جهانی می‌شود.
- ایجاد دسترسی موقت اعضا به منابع صندوق با رعایت جوانب امنیتی لازم برای تسهیل در اصلاح ترازهای پرداخت ناهماهنگ.

به‌طور خلاصه، هدف اصلی تشکیل این صندوق ارتقای میزان همکاری مالی، جلوگیری از فقر، کمک به رشد اقتصادی و بازار کار در سطح بین‌المللی و ایجاد تسهیلات مالی برای کشورهایی که خواستار تنظیم تراز پرداخت‌شان هستند، می‌باشد. از زمان بنیان‌گذاری صندوق بین‌المللی پول تا به امروز تغییری در اهداف این سازمان به وجود نیامده‌است. اما نوع عملکرد آن که نظارت، کمک تخصصی و مالی است همگام با رشد نیاز و تقاضای کشورهای عضو تغییر کرده‌است.

## اعضا

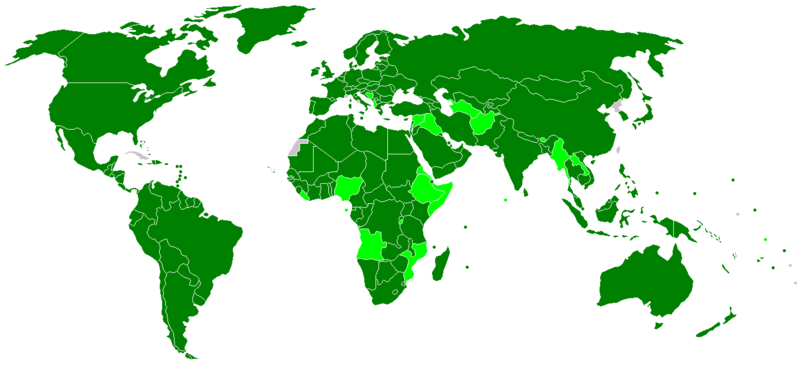
کشورهای عضو صندوق بین‌المللی پول
کشورهای عضو صندوق بین‌المللی پول مبنی بر عدم پذیرش تعهدات بندهای هشتم، بندهای ۲، ۳ و ۴

اعضای صندوق بین‌المللی پول ۱۸۹ کشور عضو سازمان ملل متحد هستند. اعضای پیشین آن کوبا (که در سال ۱۹۶۴ سازمان را ترک کرد) و جمهوری چین (تایوان) (که در ۱۹۸۰ پس از پذیرش جمهوری خلق چین اخراج شد) بودند.

## منتقدان
- از نگاه منتقدان، صندوق بین‌المللی پول، با دشوار کردن اوضاع برای بدهکاران، فشار خود را بر این دولت‌ها افزایش می‌دهد تا آن‌ها را وادار به انجام تغییرات موردنظر صندوق کند.[۷]
- از نظر منتقدان، نهادهای مالی بین‌المللی، وسیله‌ای برای دستیابی به وام‌ها و شرایطی هستند که چون سلاحی در دست تروریسم مالی عمل می‌کند. خودداری از دادن وام‌های نقدی می‌تواند مسیر نفتکش‌ها را در میانه اقیانوس‌ها تغییر دهد و مانع رسیدن خوراک به مردم گرسنه‌ای شود که دولت‌های آن‌ها با دیپلماسی نهادهای مالی بین‌المللی همکاری نمی‌کنند.[۷]
- بسیاری به دشواری می‌پذیرند که راه حل نولیبرالیستی صندوق بین‌المللی پول، یا به‌طور کلی، علمی نیست یا به واقع بدیلی در برابر منطق بازار خالص است.[۷]
- منتقدان اعتقاد دارند که نهادهای مالی بین‌المللی عاملان اجرایی سرمایهٔ مالی هستند.[۷] به گفتهٔ جفری ساکس: «صندوق بین‌المللی پول ابزاری است که با آن وزارت خزانه‌داری ایالات متحده آمریکا در کشورهای در حال توسعه دخالت می‌کند.»[۸]

## رؤسای صندوق بین‌المللی پول(IMF)
1. کامیل گوت (از ۶ می ۱۹۴۶ تا ۵ می ۱۹۵۱)
2. ایوِر روث (از ۳ اوت ۱۹۵۱ تا ۳ اکتبر ۱۹۵۶)
3. پِر جکسون (از ۲۱ نوامبر ۱۹۵۶ تا ۵ می ۱۹۶۳)
4. پیِر پال شوایتزِر (از ۱ سپتامبر ۱۹۶۳ تا ۳۱ اوت ۱۹۷۳)
5. یوهان ویتِوین (از ۱ سپتامبر ۱۹۷۳ تا ۱۸ ژوئن ۱۹۷۸)
6. ژاک دِ لارسیـِر (از ۱۷ ژوئن ۱۹۷۸ تا ۱۵ ژانویه ۱۹۸۷)
7. میشل کام دِسوس (از ۱۶ ژانویه ۱۹۸۷ تا ۱۴ فوریه ۲۰۰۰)
8. هُرسِت کوهلِر (از ۱ می ۲۰۰۰ تا ۴ مارس ۲۰۰۴)
9. رودریگو راتو (از ۷ ژوئن ۲۰۰۴ تا ۱ نوامبر ۲۰۰۷)
10. دومینیک استروس-کان (از ۱ نوامبر ۲۰۰۷ تا ۱۸ می ۲۰۱۱)
11. کریستین لاگارد (از ۵ ژوئیه ۲۰۱۱ تا ۲۰۱۹)[۹]
12. کریستالینا جورجیوا (از سپتامبر ۲۰۱۹ تاکنون)[۳]